# Ishikawa Naohiro

Ishikawa Naohiro taking a corner

Ishikawa Naohiro (石川直宏 (Thạch Xuyên Trực Hoành) Ishikawa Naohiro,  sinh ngày 12 tháng 5 năm 1981 ở Yokosuka, Kanagawa, Nhật Bản) là một cựu cầu thủ bóng đá người Nhật Bản gần đây thi đấu cho F.C. Tokyo.

## Sự nghiệp
Anh là thành viên của đội tuyển Olympic Nhật Bản 2004, vượt qua vòng một và đứng thứ tư bảng B, dưới đội đầu bảng Paraguay, Italy và Ghana.
Sau 1,5 thập kỷ dưới màu áo của FC Tokyo, anh giải nghệ năm 2017. Trận đấu cuối cùng của anh là J1 League vào ngày 2 tháng 12 năm 2017 trước Gamba Osaka, nhưng thực ra anh chính thức giải nghệ ngày sau đó, sau trận đấu ở J3 League cùng với đội dự bị trước U-23 Cerezo Osaka.

## Sự nghiệp câu lạc bộ
Cập nhật đến ngày 31 tháng 1 năm 2018.
| Thành tích câu lạc bộ | Thành tích câu lạc bộ | Thành tích câu lạc bộ | Giải vô địch | Giải vô địch | Cúp                   | Cúp                   | Cúp Liên đoàn | Cúp Liên đoàn | Châu lục | Châu lục  | Tổng cộng | Tổng cộng |
| Mùa giải              | Câu lạc bộ            | Giải vô địch          | Số trận      | Bàn thắng    | Số trận               | Bàn thắng             | Số trận       | Bàn thắng     | Số trận  | Bàn thắng | Số trận   | Bàn thắng |
| Nhật Bản              | Nhật Bản              | Nhật Bản              | Giải vô địch | Giải vô địch | Cúp Hoàng đế Nhật Bản | Cúp Hoàng đế Nhật Bản | Cúp Liên đoàn | Cúp Liên đoàn | AFC CL   | AFC CL    | Tổng cộng | Tổng cộng |
| --------------------- | --------------------- | --------------------- | ------------ | ------------ | --------------------- | --------------------- | ------------- | ------------- | -------- | --------- | --------- | --------- |
| 2000                  | Yokohama F. Marinos   | J1 League             | 2            | 0            | 2                     | 0                     | 1             | 0             | -        | -         | 5         | 0         |
| 2001                  | Yokohama F. Marinos   | J1 League             | 13           | 1            | 0                     | 0                     | 2             | 0             | -        | -         | 15        | 1         |
| 2002                  | Yokohama F. Marinos   | J1 League             | 0            | 0            | -                     | -                     | -             | -             | -        | -         | 0         | 0         |
| 2002                  | F.C. Tokyo            | J1 League             | 19           | 4            | 1                     | 0                     | 3             | 0             | -        | -         | 23        | 4         |
| 2003                  | F.C. Tokyo            | J1 League             | 29           | 5            | 1                     | 0                     | 7             | 3             | -        | -         | 37        | 8         |
| 2004                  | F.C. Tokyo            | J1 League             | 17           | 0            | 3                     | 2                     | 4             | 0             | -        | -         | 24        | 2         |
| 2005                  | F.C. Tokyo            | J1 League             | 23           | 3            | 0                     | 0                     | 6             | 1             | -        | -         | 29        | 4         |
| 2006                  | F.C. Tokyo            | J1 League             | 20           | 5            | 1                     | 0                     | 0             | 0             | -        | -         | 21        | 5         |
| 2007                  | F.C. Tokyo            | J1 League             | 27           | 4            | 3                     | 0                     | 7             | 1             | -        | -         | 37        | 5         |
| 2008                  | F.C. Tokyo            | J1 League             | 21           | 2            | 3                     | 0                     | 6             | 0             | -        | -         | 30        | 2         |
| 2009                  | F.C. Tokyo            | J1 League             | 24           | 15           | 0                     | 0                     | 8             | 3             | -        | -         | 32        | 18        |
| 2010                  | F.C. Tokyo            | J1 League             | 31           | 2            | 3                     | 3                     | 5             | 0             | -        | -         | 39        | 5         |
| 2011                  | F.C. Tokyo            | J1 League             | 23           | 3            | 6                     | 1                     | -             | -             | -        | -         | 29        | 4         |
| 2012                  | F.C. Tokyo            | J1 League             | 28           | 5            | 1                     | 0                     | 4             | 2             | 6        | 0         | 39        | 7         |
| 2013                  | F.C. Tokyo            | J1 League             | 22           | 2            | 4                     | 0                     | 3             | 1             | -        | -         | 29        | 3         |
| 2014                  | F.C. Tokyo            | J1 League             | 3            | 0            | 1                     | 0                     | 2             | 0             | -        | -         | 6         | 0         |
| 2015                  | F.C. Tokyo            | J1 League             | 10           | 1            | 0                     | 0                     | 3             | 1             | -        | -         | 13        | 2         |
| 2016                  | F.C. Tokyo            | J1 League             | 0            | 0            | 0                     | 0                     | 0             | 0             | 0        | 0         | 0         | 0         |
| 2016                  | U-23 FC Tokyo         | J3 League             | 2            | 0            | –                     | –                     | –             | –             | –        | –         | 2         | 0         |
| 2016                  | FC Tokyo              | J1 League             | 1            | 0            | 0                     | 0                     | 0             | 0             | –        | –         | 1         | 0         |
| 2016                  | U-23 FC Tokyo         | J3 League             | 1            | 0            | –                     | –                     | –             | –             | –        | –         | 1         | 0         |
| Tổng cộng sự nghiệp   | Tổng cộng sự nghiệp   | Tổng cộng sự nghiệp   | 316          | 52           | 29                    | 6                     | 61            | 12            | 6        | 0         | 412       | 70        |

## Đội tuyển quốc gia
| Đội tuyển quốc gia Nhật Bản | Đội tuyển quốc gia Nhật Bản | Đội tuyển quốc gia Nhật Bản |
| Năm                         | Số trận                     | Bàn thắng                   |
| --------------------------- | --------------------------- | --------------------------- |
| 2003                        | 1                           | 0                           |
| 2004                        | 1                           | 0                           |
| 2005                        | 0                           | 0                           |
| 2006                        | 0                           | 0                           |
| 2007                        | 0                           | 0                           |
| 2008                        | 0                           | 0                           |
| 2009                        | 2                           | 0                           |
| 2010                        | 1                           | 0                           |
| 2011                        | 0                           | 0                           |
| 2012                        | 1                           | 0                           |
| Tổng                        | 6                           | 0                           |

### Số lần ra sân trong các giải đấu lớn
| Year        | Giải đấu                               | Thể loại     | Số trận | Số trận | Bàn thắng | Thành tích đội bóng |
| Year        | Giải đấu                               | Thể loại     | Start   | Sub     | Bàn thắng | Thành tích đội bóng |
| ----------- | -------------------------------------- | ------------ | ------- | ------- | --------- | ------------------- |
| 2001        | Giải vô địch bóng đá trẻ thế giới 2001 | U-20         | 3       | 0       | 0         | Vòng 1              |
| 2003        | Cúp bóng đá Đông Á 2003                | ĐTQG         | 0       | 1       | 0         | Á quân              |
| 2003 - 2004 | Thế vận hội Mùa hè 2004 qualification  | U-22 to U-23 | 3       | 3       | 2         | Vào vòng trong      |
| 2004        | Thế vận hội Mùa hè 2004                | U-23         | 1       | 0       | 0         | Vòng 1              |

## Honours

### Cá nhân
- Đội hình tiêu biểu J. League: 2009

### Đội bóng
- J. League Cup: 2004
- J2 League: 2011
- Cúp Hoàng đế Nhật Bản: 2011